# Ptericoptus panamensis
Ptericoptus panamensis là một loài bọ cánh cứng trong họ Cerambycidae.